# Saint-Gildas-des-Bois
Saint-Gildas-des-Bois – miejscowość i gmina we Francji, w regionie Kraj Loary, w departamencie Loara Atlantycka. Nazwa miejscowości pochodzi od imienia św. Gildasa.
Według danych na rok 2010 gminę zamieszkiwało 3454 osoby, a gęstość zaludnienia wynosiła 103 osoby/km².